# Pilley (Hampshire)
Pilley – wieś w Anglii, w hrabstwie Hampshire. Leży 33 km na południe od miasta Winchester i 127 km na południowy zachód od Londynu.